# Patrimonio (Francia)
Patrimonio (in corso Patrimoniu) è un comune francese di 681 abitanti situato nel dipartimento dell'Alta Corsica nella regione della Corsica.

## Geografia
Patrimonio è situata nella microregione del Nebbio, a 17 km ad ovest di Bastia.

## Monumenti e luoghi d'interesse
- Chiesa di San Martino

## Società

### Evoluzione demografica
Abitanti censiti

## Economia
Favorito dalla posizione geografica e dalla qualità del terreno, il comune è al cuore un'area di produzione vinicola che comprende anche vicini comuni di Barbaggio, Farinole, Oletta, Poggio-d'Oletta, San Fiorenzo e Santo-Pietro-di-Tenda. I vini di Patrimonio sono stati i primi tra quelli della Corsica a potersi fregiare del marchio AOC.